# Cataglyphis cursor
Cataglyphis cursor é uma espécie de inseto do gênero Cataglyphis, pertencente à família Formicidae.

## Reprodução
As formigas da espécie Cataglyphis cursor reproduzem-se por meio da reprodução sexuada, partenogênese ou telitoquia. Na telitoquia são capazes de clonar a si mesmas, pois liberam seus óvulos aos pares, onde esses se fundem e originam um individuo (fêmea) diploide com todos os genes da rainha-mãe. Também se utilizam da reprodução sexuada, neste caso, as rainhas copulam uma única vez e estocam os espermatozoides, que são liberados posteriormente para a fecundação dos óvulos, originando indivíduos (fêmeas) diploides com apenas metade dos genes da rainha-mãe. Os óvulos que não são fecundados nem fundidos dão origem a indivíduos machos.

## Subespécies
Fora a subespécie-tipo, são reconhecidas as seguintes subespécies:
- Cataglyphis cursor subsp. aterrimus Pisarski, 1967
- Cataglyphis cursor subsp. creticus (Forel, 1910)
- Cataglyphis cursor subsp. rockingeri (Forel, 1911)